# Mézilhac
Mézilhac é uma comuna francesa na região administrativa de Auvérnia-Ródano-Alpes, no departamento de Ardèche. Estende-se por uma área de 26,66 km². Em 2010 a comuna tinha 97 habitantes (densidade: 3,6 hab./km²).